# Кьяротти, Сусана
Сусана Кьяротти (исп. Susana Chiarotti; 1946, Санта-Фе, Аргентина) — аргентинский юрист, активистка и деятель в области прав женщин. Она является членом Комитета по защите прав женщин в Латинской Америке и Карибах и представляет доклады о положении в области прав женщин для Организации американских государств.

## Биография

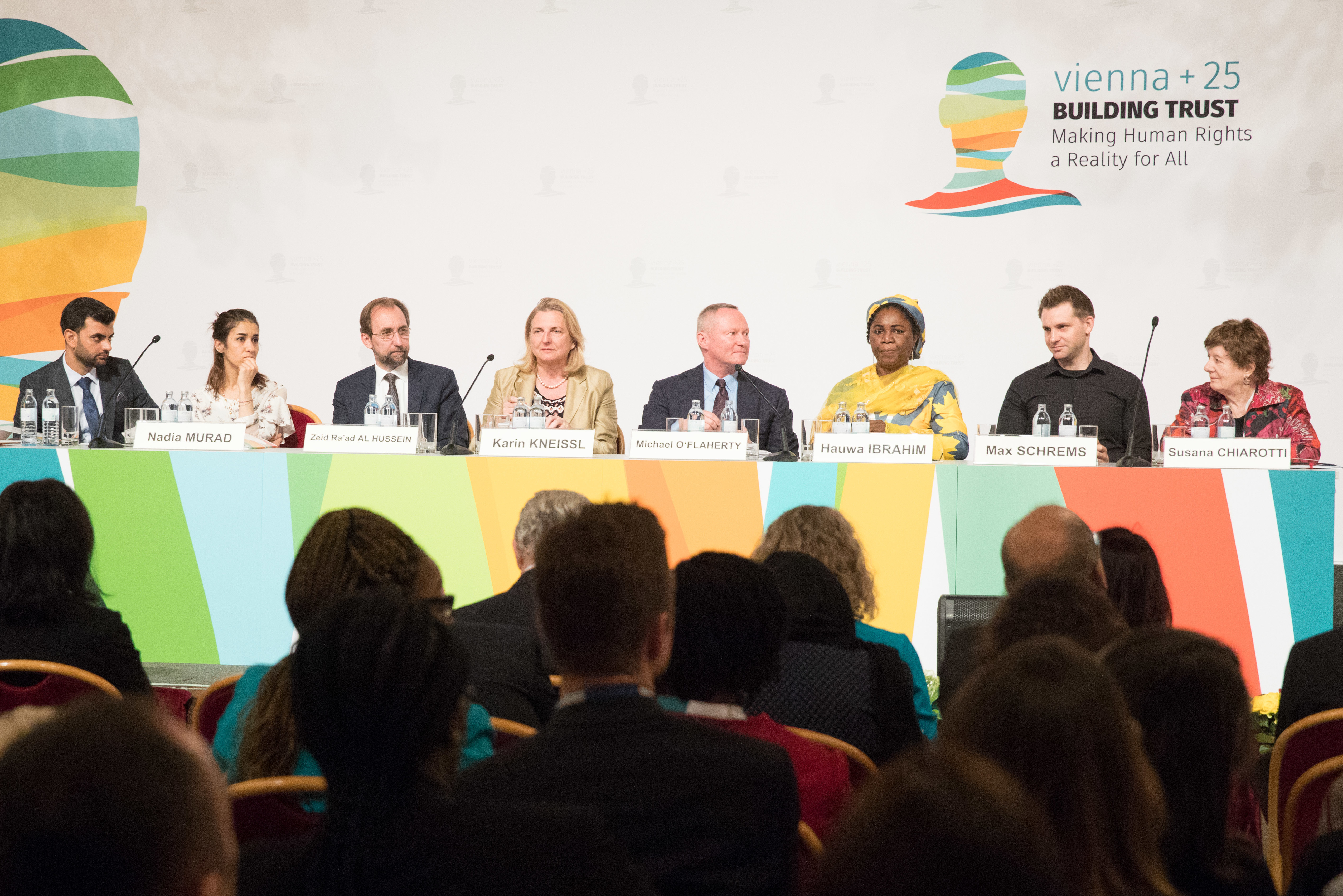
Сусана Кьяротти в Вене в 2018 году

Сусана родилась в Санта-Фе в 1946 году. По образованию юрист, училась в Национальном университете Росарио. Она говорит, что не была феминисткой примерно до 1985 года. До этого она считала классовую борьбу основной проблемой в своей стране и утверждала, что в движении феминизма участвуют женщины из более развитых стран. Она жила в Боливии после того, как бежала от диктатуры в Аргентине. Она вернулась в Росарио в 1984 году, где стала инициатором ряда правозащитных организаций.
Кьяротти является участницей «People's Movement for Human Rights Education», базирующегося в Нью-Йорке, и Комитета по защите прав женщин в Латинской Америке и Карибах. Последний был основан в 1987 году и официально зарегистрирован в 1989 году в Лиме. Она отправляет отчёты о положении с правами женщин в Аргентине для Организации американских государств. Она отмечает, что «предстоит ещё многое сделать, но по сравнению с другими соседними странами Аргентина в данной области их опережает, но она по-прежнему мизогинистична и андроцентрична». Она говорит, что за последние 30 лет её страна добилась прогресса хотя бы в том, что за применение грубой силы в семье мужчины привлекались к ответственности. Сусана отмечает, что «насилие в отношении женщин — неправильно».